# Michel Méranville
Michel Méranville, wł. Gilbert Marie Michel Méranville  (ur. 4 lutego 1936 w Le Vauclin) – francuski duchowny katolicki, arcybiskup Fort-de-France w latach 2004-2015.

## Życiorys
Święcenia kapłańskie przyjął 20 grudnia 1959 i został inkardynowany do archidiecezji Fort-de-France. Pracował m.in. jako nauczyciel w liceach w Fort-de-France i Bellevue oraz jako proboszcz katedry św. Ludwika.
14 listopada 2003 został mianowany przez papieża Jana Pawła II arcybiskupem metropolitą archidiecezji Fort-de-France. Sakry biskupiej udzielił mu 18 kwietnia 2004 jego poprzednik, abp Maurice Marie-Sainte. W 2008 roku brał udział w wizycie ad limina u papieża Benedykta XVI.
7 marca 2015 przeszedł na emeryturę.